# Kościół ewangelicki w Żeliszowie
Perła Żeliszowa – wielofunkcyjna arena kulturalna – dawniej kościół ewangelicki, w tej funkcji nieużywany od 1945. Zabytek epoki wczesnego klasycyzmu. Znajduje się na południowo-zachodnim skraju miejscowości Żeliszów (niem. Giersdorf) w powiecie bolesławieckim.
Kościół został wzniesiony według projektu przypisywanego architektowi Carlowi Gotthardowi Langhansowi, twórcy m.in. Bramy Brandenburskiej w Berlinie. Niektórzy historycy sztuki przypisują go jednak budowniczemu Grundmannowi.
Kościół powstał w latach 1796–1797 na planie elipsy o rozmiarach około 20x30 m. W 1872 do kościoła dobudowano od strony południowo-wschodniej dzwonnicę z bolesławieckiego piaskowca według projektu miejscowego architekta Petera Gansela. Budowniczowie wieży nie wykazali jednak kunsztu swoich poprzedników, uszkadzając poważnie konstrukcję dachu głównego budynku od strony wieży, co skutkowało zwiększaniem odchyłu kolumn na drugim poziomie empor.
Elewacje Perły wyróżniają się brakiem wystroju architektonicznego. Dach kryty dachówką jest dostosowany do eliptycznego kształtu budowli. Wnętrze było niegdyś bogato zdobione. Jest jednoprzestrzenne, otoczone drewnianymi emporami. Posadzce na planie elipsy odpowiada pozbawiona ozdób kopuła wsparta na konstrukcji empor w postaci okrągłych, drewnianych kolumn, wykonanych w większości z drewna sosnowego. Dwie kondygnacje galerii dostępne przez jednobiegowe schody wyposażone były w pełne drewniane balustrady. Obecnie schody odrestaurowane z pominięciem balustrad.
Perła jako kościół była użytkowana przez miejscową gminę ewangelicką do 1945. Gmina katolicka korzystała z pobliskiego kościoła pod wezwaniem św. Jana Nepomucena. Po wyjeździe niemieckich mieszkańców kościół pozostał w świetnym stanie. Armia czerwona nie dotarła do Żeliszowa, także do otwarcia jego drzwi przez władzę ludową w Perle znajdowało się pełne wyposażenie – kryształowe żyrandole, dywany, ławy, modlitewniki, drewniana ambona oraz wykonane z bolesławieckiego piaskowca ołtarz i chrzcielnica.
Po otwarciu decyzją władzy ludowej Perła nie była już użytkowana zgodnie z pierwotnym przeznaczeniem. Choć połowa mieszkańców Żeliszowa chciała, by Perła stała się świątynią katolicką, ostatecznie zdecydowano o porzuceniu tego planu. Początkowo urządzono w Perle owczarnię, magazyn, potem zarzucono wykorzystywanie jej przestrzeni. W wyniku szabrowniczej działalności części z nowo przybyłych mieszkańców Żeliszowa, Perła utraciła ołtarz, ławy, ambonę, żyrandole, dywany i dzwony. Organy zostały zdewastowane i stopniowo również wyniesione. W końcu okoliczni mieszkańcy zaczęli traktować Perłę jako darmowe źródło materiałów budowlanych. Wówczas zerwano deskowanie z podłóg na emporach, z pięter wieży, większość piaskowca z posadzki parteru również została rozkradziona. Okna zostały wybite, płaskorzeźby z piaskowca zniszczone, jeden z portali za ołtarzem został w całości wyniesiony. Gdy hełm wieży przechylił się, został zwalony, by zapewnić bezpieczeństwo okolicznej zabudowie mieszkalnej. Wskutek uderzenia drzewa część więźby dachowej od strony dawnych organów zawaliła się. Częściowo wybrakowane poszycie dachowe w pozostałej części również nie stanowiło już ochrony dla drewnianej konstrukcji dachu i czaszy sklepienia. Perła była niemal całkowicie pozbawiona ochrony przed deszczem i śniegiem.
Perła Żeliszowa przez błąd w klasyfikacji jej wieku została wpisana na listę zabytków województwa dolnośląskiego dopiero 12 grudnia 2005 pod numerem 669/A/05. Powodem takiego stanu rzeczy było prawo obowiązujące jeszcze w latach '50 XX wieku, stanowiące że do rejestru zabytków mogą być wpisane jedynie obiekty wybudowane przed 1850 rokiem. Data widniejąca na wieży Perły – 1872, będąca datą dobudowania wieży, wprowadziła ówczesne władze w błąd odnośnie wieku samego obiektu, przez co Perła aż do 2005 roku znajdowała się poza rejestrem.
Od czasu opuszczenia Żeliszowa przez dawnych mieszkańców, Perła była własnością państwową, zarządzaną przez Gminę Wiejską Bolesławiec. Przez dekady stopniowej degradacji obiektu, było kilka pomysłów zagospodarowania jej przestrzeni. W jednej wersji miała stać się salą gimnastyczną dla pobliskiej szkoły podstawowej. W innej główny obiekt miał zostać zburzony, a wieża miała pełnić funkcję punktu widokowego i nadajnika GSM. W celu zabezpieczenia obiektu przed wejściem ciekawskich, Gmina zdecydowała o zamurowaniu wszelkich otworów drzwiowych i okiennych.
W 2010 roku w Perle powstał krótkometrażowy film Patryka Kizny „The Chapel”, dzięki któremu Perła stała się rozpoznawalna na całym świecie, co później przełożyło się na rosnące zainteresowanie w kraju i szansę dla jej odbudowy.
Pod koniec 2012 roku warszawska Fundacja Twoje Dziedzictwo podpisała z Gminą Wiejską Bolesławiec list intencyjny o współpracy na rzecz Perły Żeliszowa. W efekcie realizacji jego postanowień 17 lipca 2013 Fundacja przejęła od gminy Perłę wraz z przyległym cmentarzem i rozpoczęła starania o uratowanie niszczejącego zabytku. Pod koniec 2013 roku empory zostały przykryte w celu zabezpieczenia drewna przed deszczem i śniegiem, aby obiekt przetrwał do rozpoczęcia prac remontowych. Te rozpoczęły się w 2014 roku, dzięki wsparciu Ministerstwa Kultury i Dziedzictwa Narodowego, Urzędu Marszałkowskiego województwa Dolnośląskiego oraz darczyńców.
Główne prace remontowe przy Perle trwały w latach 2014–2019 przy udziale środków MKDNiS, Urzędu Marszałkowskiego i darczyńców.
Fundatorką Fundacji Twoje Dziedzictwo i pomysłodawczynią akcji ratowania Perły Żeliszowa jest Thinloth Korwin-Szymanowska – fotografka, modelka, malarka.
Kierownikiem projektu restauracji Perły był Wilk Korwin-Szymanowski.
Architektem odpowiedzialnym za warstwę projektową przedsięwzięcia jest Juliusz Leonard Marcinowski.
Wykonawcą prac konserwatorskich była firma FTD Phoenix Marcin Urszulak (dawniej Zakład Ogólnobudowlany Jan Urszulak).
Projekt był wykonywany pod nadzorem Wojewódzkiego Urzędu Ochrony Zabytków, delegatura Jeleniogórska.
Inauguracja nowej funkcji Perły nastąpiła w 2018 roku, podczas koncertu zorganizowanego przez Twoje Dziedzictwo oraz stowarzyszenie Ars Augusta. W wydarzeniu wzięło udział kilkuset gości, w tym wójt Gminy Bolesławiec, Marszałek Województwa Dolnośląskiego i sołtys wsi Żeliszów. Od tego czasu w obiekcie goszczą liczne wydarzenia kulturalne z bardzo różnych dziedzin.
Obok Perły znajduje się cmentarz ewangelicki z XIX wieku, na którym pozostały liczne nagrobki.
Zwiedzanie Perły jest możliwe podczas wydarzeń, lub po wcześniejszym umówieniu się na wizytę.

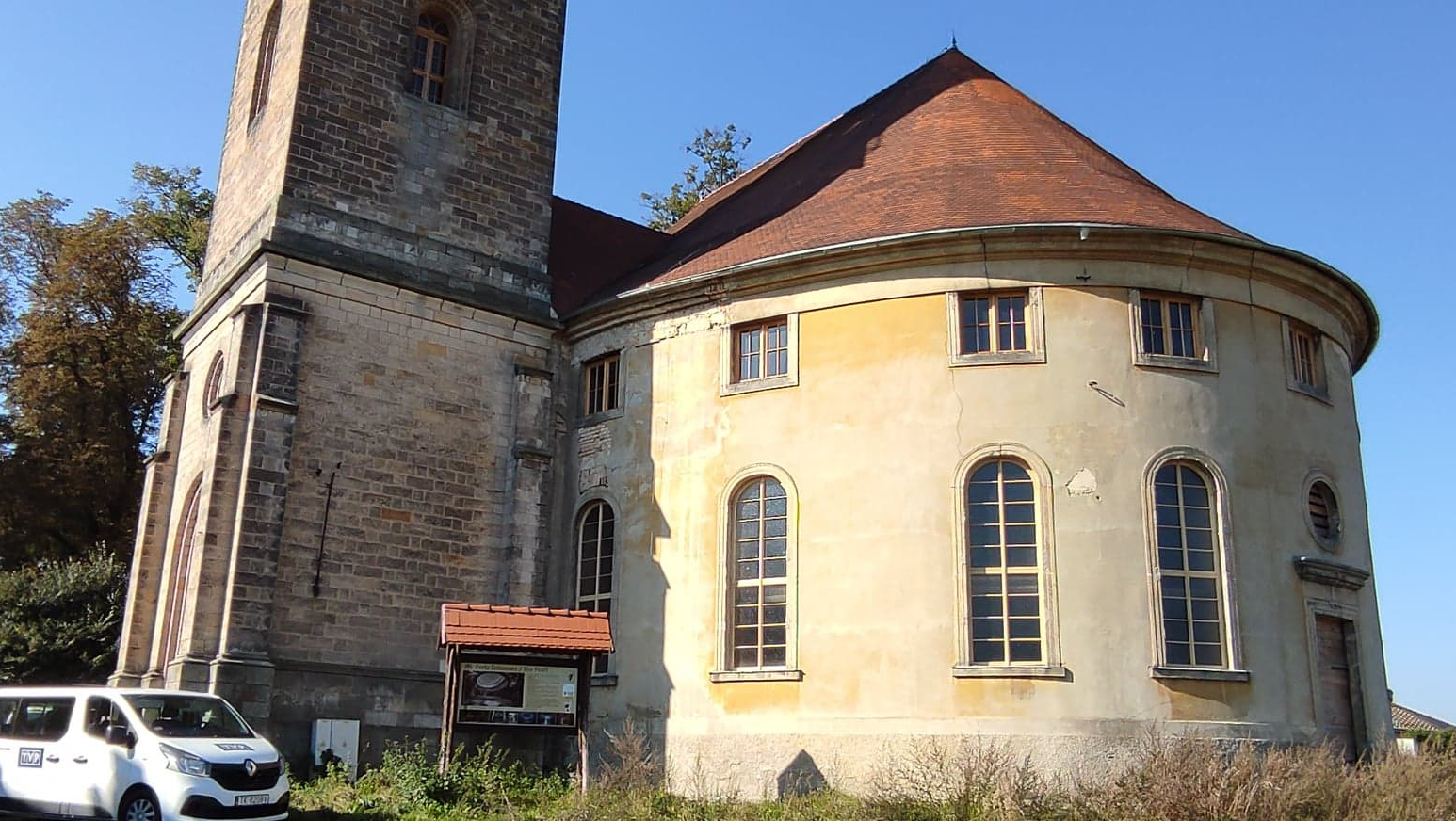
Perła z zewnątrz 2021
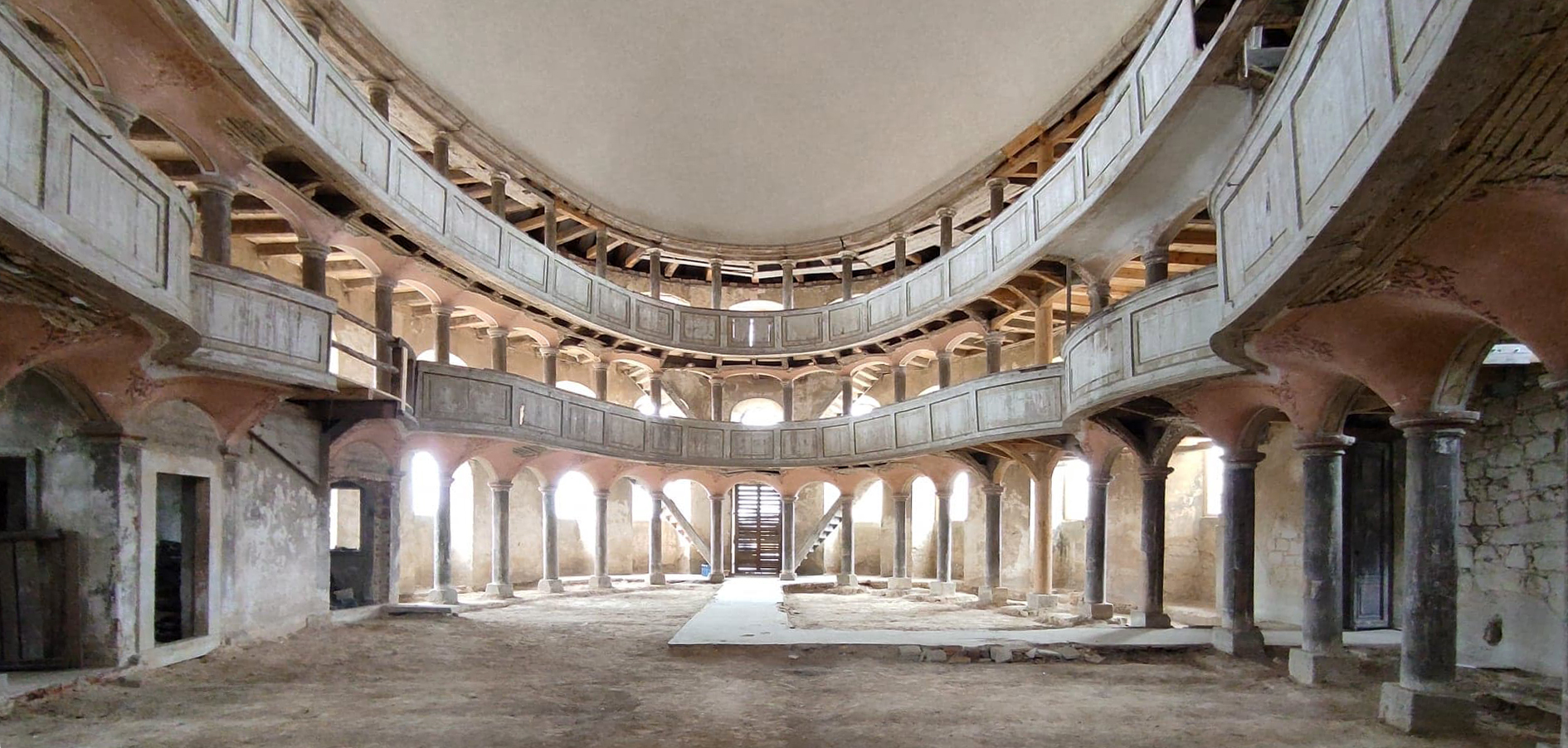
Wnętrze w 2022
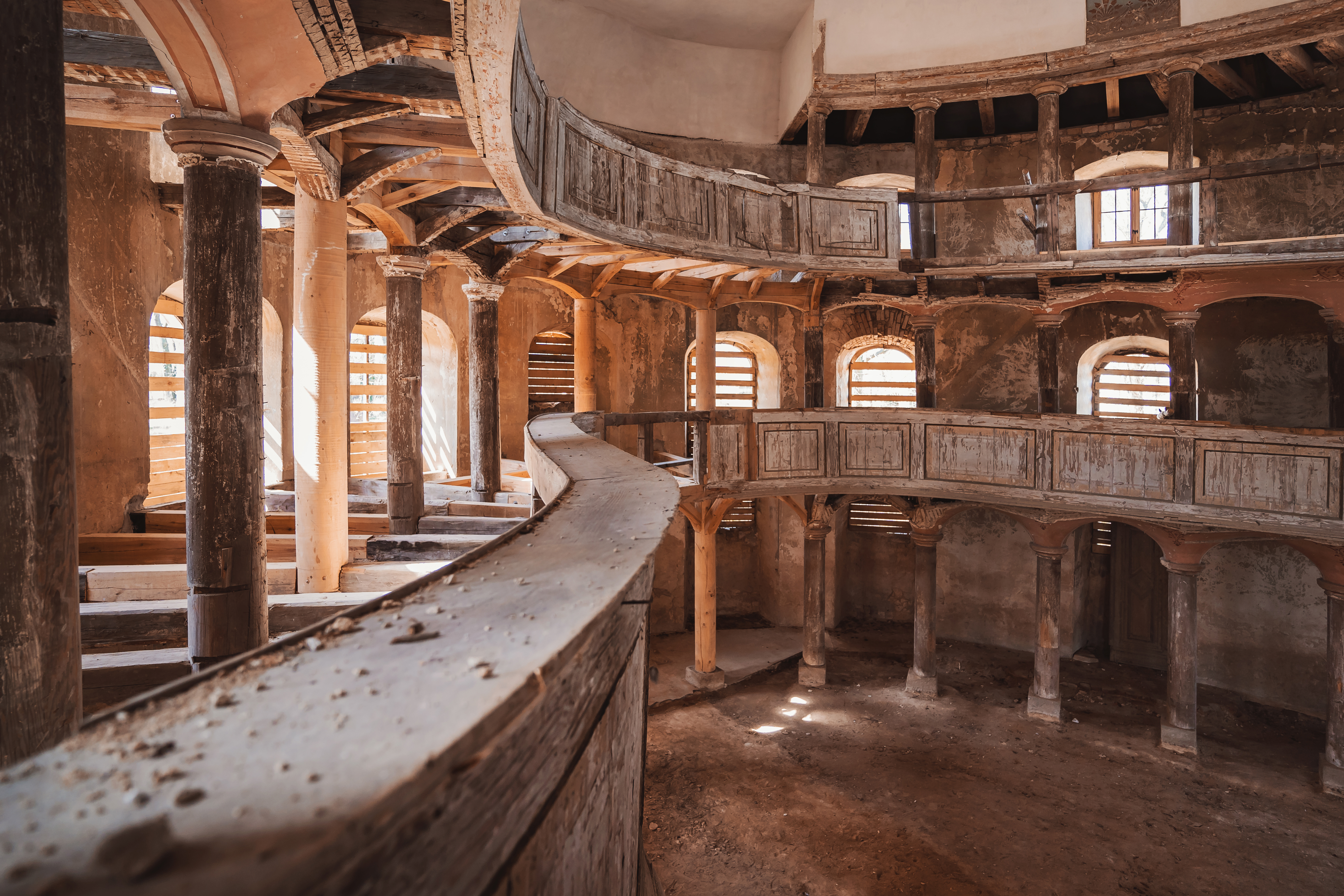
Empory w trakcie renowacji
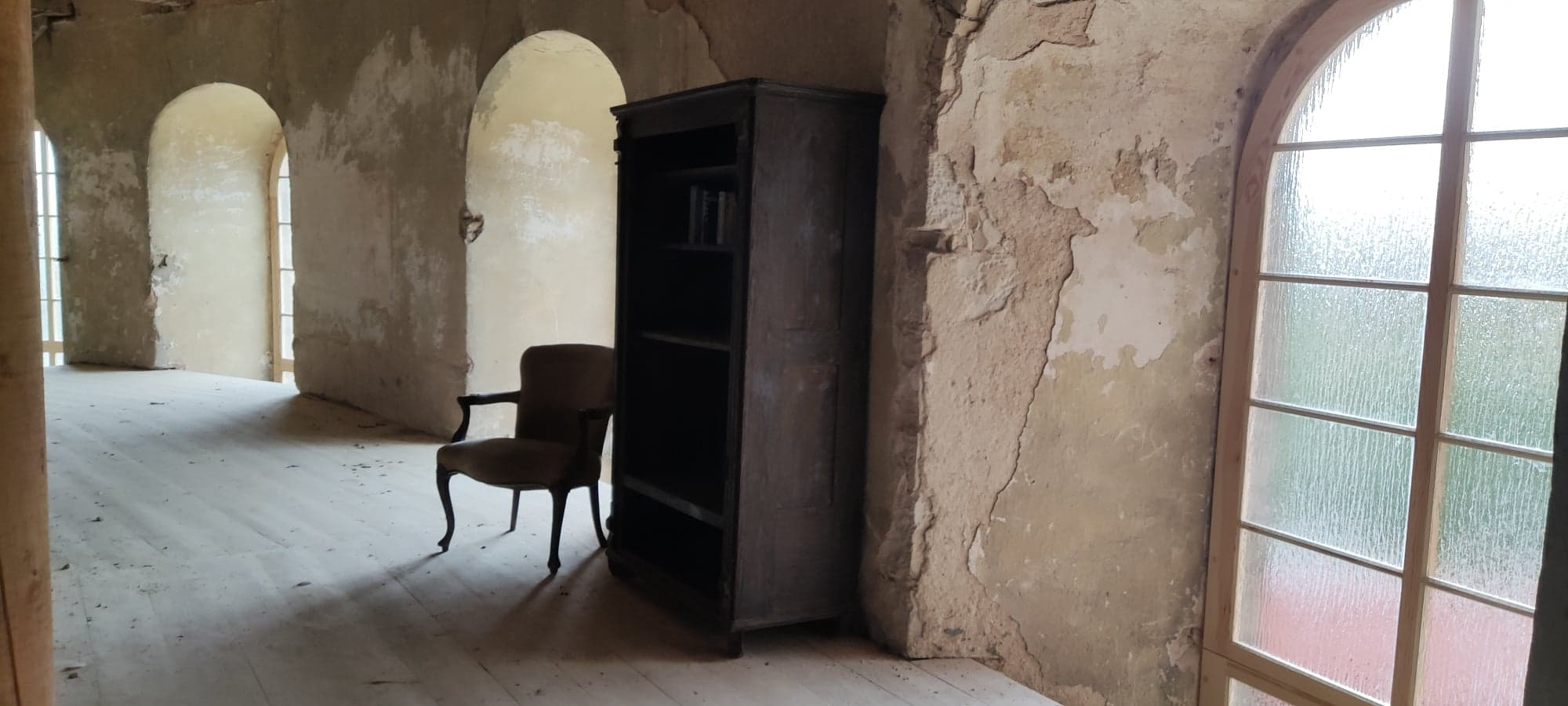
Perła Żeliszowa w 2022 - zalążek biblioteki